# ميخائيل يوجني
ميكائيل يوزني بالروسية Михаил Южный ، لاعب كرة مضرب روسي احترف عام 1999 يسمى بالعقيد .

## روابط خارجية
- ميخائيل يوجني على موقع رابطة محترفي التنس (الإنجليزية)
- ميخائيل يوجني على موقع الاتحاد الدولي لكرة المضرب (الإنجليزية)
- ميخائيل يوجني على موقع كأس ديفيز (الإنجليزية)
- ميخائيل يوجني على موقع خلاصة التنس.كوم (الإنجليزية)
- ميخائيل يوجني على موقع إي إس بي إن.كوم (الإنجليزية)
- ميخائيل يوجني على موقع أوليمبيديا (الإنجليزية)